# 和平里北街駅
和平里北街駅（わへいりほくがいえき）は中華人民共和国北京市東城区に位置する北京地下鉄5号線の駅。

## 歴史
- 2007年10月7日 - 開業。

## 駅構造

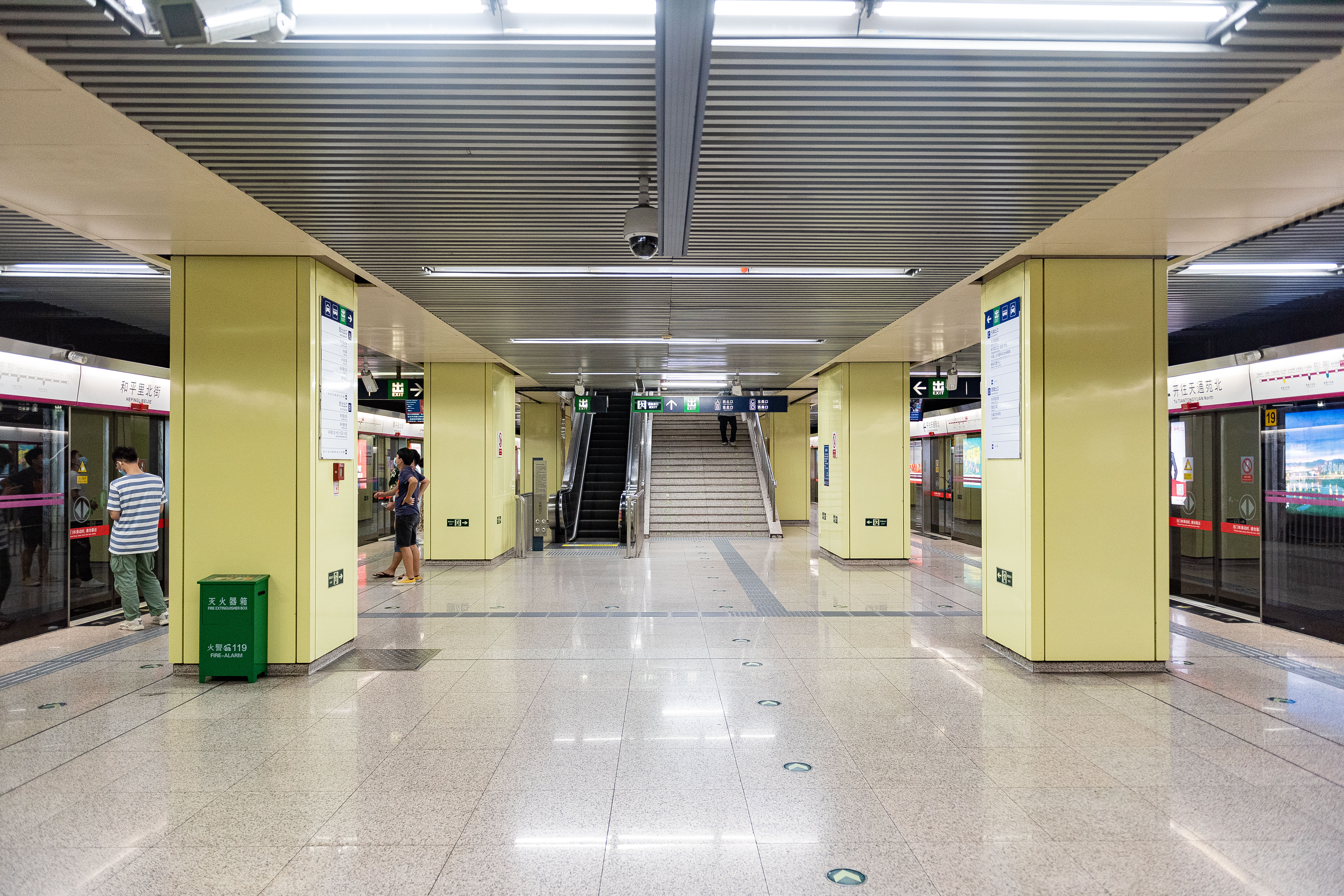
ホーム

島式ホーム1面2線の地下駅。ホームドア完備。2021年7月25日に駅構内にローソンが出店した。

## 駅周辺
- 中華人民共和国人力資源社会保障部
- 和平里第一小学
- 地壇公園

## 隣の駅
北京地下鉄
■5号線
和平西橋駅 - 和平里北街駅 - 雍和宮駅